# Bourg-le-Roi
Bourg-le-Roi è un comune francese di 331 abitanti situato nel dipartimento della Sarthe nella regione dei Paesi della Loira.

## Società

### Evoluzione demografica
Abitanti censiti